# Def Squad
Def Squad é um supergrupo de hip hop americano formado por Erick Sermon, Redman & Keith Murray. Mally G é considerado um membro honorário do Def Squad. Antes de terem oficialmente lançado um álbum como um grupo em 1998, eles foram apresentados nas faixas de cada um. o Def Squad foi formado após a dissolução do Hit Squad, que se separou depois de brigas entre Erick Sermon e Parrish Smith.

## Discografia
| Informação |
| --- |
| El Niño - Lançado: 30 de Junho de 1998 - Posição na Billboard 200: #2 - Posição na R&B/Hip-Hop Albums: #1 - Última certificação: Ouro - Singles: "Full Cooperation" |